# Al Saüd

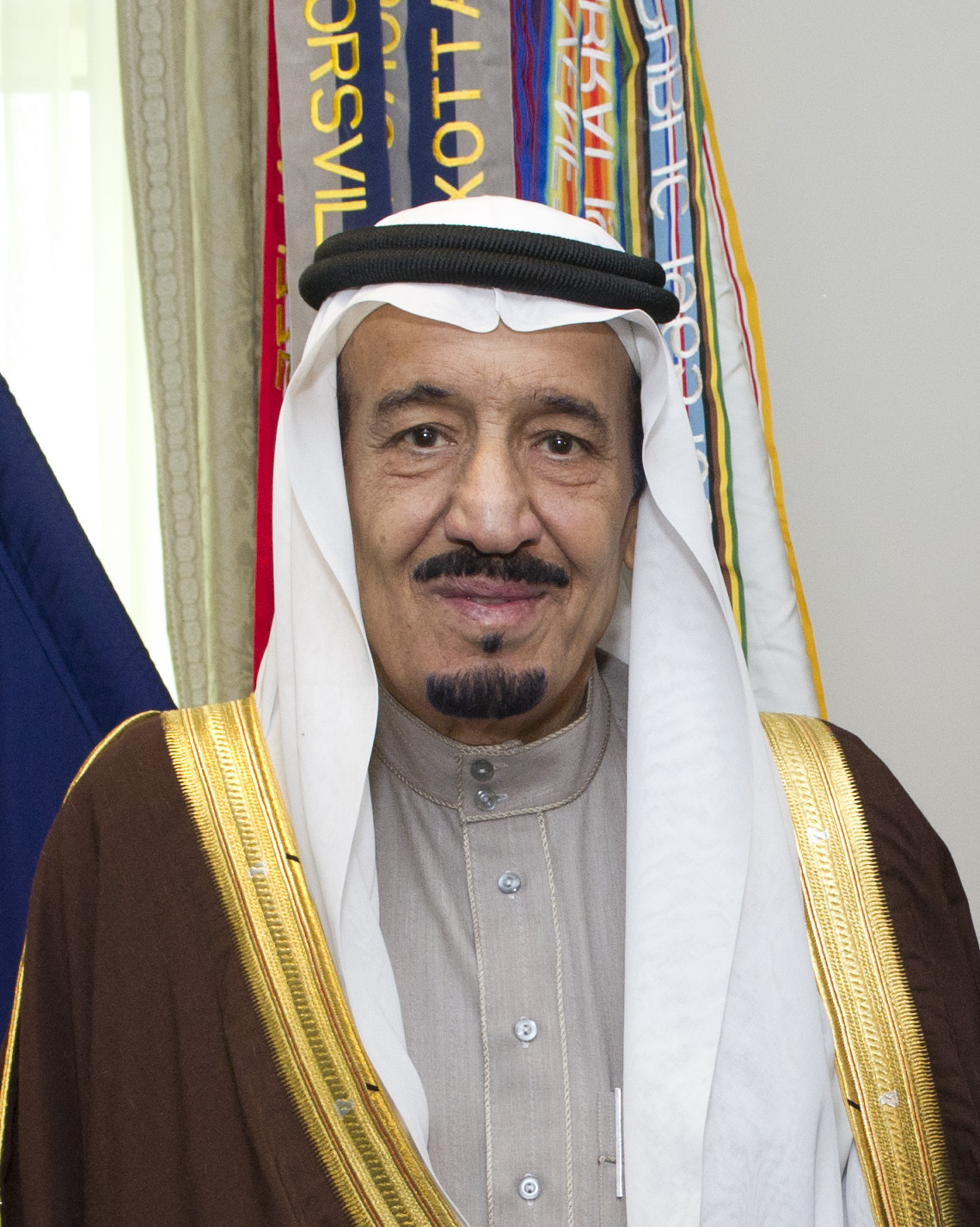
Salman, actual rei de l'Aràbia Saudita i cap de la casa dels Saüd

La família Al Saüd (àrab: آل سعود, Āl Suʿūd), la casa dels Saüd o la dinastia saudita és la dinastia a la qual pertany la família reial de l'Aràbia Saudita. Mentre s'establia la nació moderna de l'Aràbia Saudita el 1932, la dinastia ja duia temps constituïda; abans d'Abd-al-Aziz ibn Saüd, aquesta família va governar el Najd i de vegades va entrar en conflicte amb l'Imperi Otomà i els raixidis. Els Al Saüd també estan relacionats amb el wahhabisme mitjançant el matrimoni el 1744 del fill de Muhàmmad ibn Saüd amb la filla de Muhàmmad ibn Abd-al-Wahhab, fundador d'aquest moviment.
La història de la família Al Saüd ha estat marcada pel desig d'unificar la Península Aràbiga i promoure una imatge més pura i simple de l'islam introduïda pel wahhabisme. La casa dels Saüd ha tingut tres etapes: el Primer Estat Saudita, el Segon Estat Saudita i la moderna Aràbia Saudita.
Segons la cadena Al Jazeera: «Actualment la família reial saudita està formada per uns 25.000 membres, dels quals uns 200 són prínceps de gran influència.»

## Reis de la dinastia saudita

### Primer Estat Saudita
- Muhàmmad ibn Saüd 1744-1765
- Abd-al-Aziz ibn Muhàmmad 1765-1803
- Saüd ibn Abd-al-Aziz ibn Muhàmmad ibn Saüd 1803-1814
- Abd-Al·lah ibn Saüd 1814-1818

### Segon Estat Saudita
- Turkí ibn Abd-Al·lah 1823-1834
- Fàysal ibn Turkí 1834-1838
- Khàlid ibn Saüd 1838-1841 (governador otomà)
- Abd-Al·lah ibn Thunayyan 1841-1843
- Fàysal ibn Turkí 1843-1865
- Abd-Al·lah ibn Fàysal 1865-1871
- Saüd ibn Fàysal 1871
- Abd-Al·lah ibn Fàysal 1871-1873
- Saüd ibn Fàysal 1873-1875
- Abd-ar-Rahman ibn Fàysal 1875-1876
- Abd-Al·lah ibn Fàysal 1876-1889
- Abd-ar-Rahman ibn Fàysal 1889-1891
- als Al Raixid 1891-1902

### Aràbia Saudita
- Abd-al-Aziz ibn Saüd, 1902-1953
- Saüd ibn Abd-al-Aziz, 1953-1964
- Fàysal ibn Abd-al-Aziz, 1964-1975
- Khàlid ibn Abd-al-Aziz, 1975-1982
- Fahd ibn Abd-al-Aziz 1982-2005
- Abd-Al·lah ibn Abd-al-Aziz 2005-2015
- Salman ibn Abd-al-Aziz Al Saüd 2015-

## Membres actuals més notables
- Salman ibn Abd-al-Aziz
- Príncep Àhmad ibn Abd-al-Aziz
- Príncep Khàlid al-Fàysal ibn Abd-al-Aziz
- Príncep Saüd al-Fàysal ibn Abd-al-Aziz

## Arbre genealògic

Arbre genealògic (transcripcions en anglès)